# Thiennes
Thiennes település Franciaországban, Nord megyében. Lakosainak száma 918 fő (2022. január 1.). Thiennes Steenbecque, Boëseghem, Haverskerque, Morbecque, Saint-Venant és Aire-sur-la-Lys községekkel határos.

## Népesség
A település népessége az elmúlt években az alábbi módon változott:
| Lakosok száma | 885  | 913  | 925  | 908  | 905  | 912  | 918  | 916  | 918  |
|               | 2013 | 2015 | 2016 | 2017 | 2018 | 2019 | 2020 | 2021 | 2022 |